# سياسة بويرتوريكو
سياسة بويرتوريكو تجري ضمن إطار عمل صيغة حكومة جمهورية ديمقراطية تحت قضاء وسيادة الولايات المتحدة كإقليم منظَّم غير مدمج. منذ غزو الولايات المتحدة لبويرتوريكو عام 1898 خلال الحرب الأمريكية الإسبانية، رسمت منزلة بويرتوريكو كأرض للولايات المتحدة سياستها إلى حد كبير. طبيعة علاقة بويرتوريكو السياسية مع الولايات المتحدة موضوع جدل مستمر في بويرتوريكو والولايات المتحدة وفي الأمم المتحدة وفي المجتمع الدولي، إذ تدعوها جميع الأحزاب السياسية الرئيسية في الجزيرة علاقةً كولونيالية (استعمارية).
كصيغة جمهورية للحكومة، تُقسّم حكومة كومنولث بويرتوريكو إلى ثلاثة أفرع: تنفيذي وتشريعي وقضائي، كما هو منصوص عليه في دستور بويرتوريكو. تمارَس السلطة التنفيذية من قبل الفرع التنفيذي، الذي يترأسه الحاكم الذي ينصحه مجلس الوزراء المستقل عن السلطة التشريعية. السلطة التشريعية مخوّلة من قبل جمعية بويرتوريكو التشريعية. تمارَس السلطة القضائية من قبل القضاء الذي يتألف من المحكمة العليا في بويرتوريكو ومحكمة الاستئناف والمحاكم الابتدائية. هناك أيضًا محكمة فيدرالية للاستماع إلى قضايا فيدرالية الطابع أو باختصاص قضائي فيدرالي.
يُنتخب حاكم بويرتوريكو، وهو رأس الحكومة، وأعضاء السلطة التشريعية كل 4 أعوام بواسطة التصويت الشعبي. السلطة التشريعية في بويرتوريكو هيئة برلمانية من مجلسين تتألف من مجلس شيوخ ومجلس نواب بويرتوريكو. يُعيّن أعضاء الفرع القضائي من قبل الحاكم مع موافقة مجلس الشيوخ حتى بلوغهم سن السبعين. نظرًا إلى منزلة بويرتوريكو كإقليم للولايات المتحدة، لا يستطيع سكانها التصويت في الانتخابات الأمريكية.
تدور السياسة في بويرتوريكو حول نظام سياسي متعدد الأحزاب. يهيمن على السياسة في بويرتوريكو ثلاثة أحزاب سياسية: الحزب التقدمي الجديد والحزب الشعبي الديمقراطي وحزب الاستقلال البويرتوريكي.

## التاريخ السياسي والأحزاب السياسية

### 1898-1940
بعد عام على غزو الولايات المتحدة للجزيرة، تبنّى د. خوسي سيلسو باربوسا فكرة الإلحاق كولاية أمريكية كحلّ للوضع الكولونيالي وأسّس الحزب الجمهوري البويرتوريكي عام 1899.
كان سيلسو باربوسا زعيم حزب الاستقلال الذي كان يفضل حكومة جمهورية لإسبانيا. لمعظم فترات القرن التاسع عشر، فضّلت الأحزاب الرئيسية أن تصبح بويرتوريكو واحدة من الأقاليم الإسبانية على قدم المساواة مع باقي الأقاليم، مُنحت منزلةً كهذه مرتين، في ظل الحكومات الليبرالية، إلا أنها أُلغيت مرتين أيضًا حينما استعاد الملوك سلطتهم. في هذا السياق، عاد د. باربوسا إلى فكرة قدم المساواة الأصلية، لكن هذه المرة مع أعضاء مؤسسين للجمهورية الأمريكية.
خلال الأعوام العشرين الأخيرة تحت حكم العلم الإسباني، تبنّت الأحزاب المحلية، باستثناء حزب إسبانيا دون قيود، فكرة الحكم الذاتي. قبِل أعضاء حزب إسبانيا دون قيود أيّما كان لدى إسبانيا لبويرتوريكو وأقرّ التاج دعمه رسميًا بمنحه ألقابًا أرستقراطية للزعماء. أيّد زعيم النموذج الكندي الذي طوّره البريطانيون تطورًا مشابهًا لبويرتوريكو تحت حكم إسبانيا. قبل بالدوريوتي دي كاسترو، تحدث زعماء آخرون عن إمكانية الحكم الذاتي، إجمالًا كإجابة على الإصرار الإسباني على سنّ قوانين خاصة لحكم المستعمرات.
في نفس الوقت تقريبًا الذي نُظّم فيه الحزب الجمهوري البويرتوريكي تحت قيادة العلم الأمريكي، نَظّم لويس مونيوز-ريفيرا الحزب الفيدرالي. شأنه شان الحزب الجمهوري البويرتوريكي، أيّد الحزب الفيدرالي دولة لبويرتوريكو. كان مونيوز-ريفيرا زعيم الفصيل الملكي من مؤيدي الحكم الذاتي، لا عن قناعة فعلية بل لأن إسبانيا كانت ملكية. تمكّن عبر هذا الدعم من كسب ساغاستا، الذي لم يكن حزبه في السلطة منذ أوائل تسعينيات القرن التاسع عشر، لتأييد حكومة حكم ذاتي لبويرتوريكو. في نفس الوقت تقريبًا، كانت أمريكا تمارس الضغط على إسبانيا لمنح كوبا الحكم الذاتي، لكن الإسبان راوغوا حتى قبل عام على الحرب الأمريكية الإسبانية. كان ساغاستا آنذاك رئيس الوزراء وكان قد اتفق مع سكان الجزيرة على منحهم الحكم الذاتي. مُنح الحكم الذاتي، لا عبر قانون كورتيس (الفرع التشريعي لإسبانيا)، بل من خلال مرسوم ملكيّ. لم تتح المشاحنات بين مونيوز-ريفيرا وباربوسا تشكيلًا فوريًا لحكومة حكم ذاتي. طالب ساغاستا بتنحية خلافاتهم جانبًا، وبات كلاهما، مع المجموعة الخاصة بكلّ منهما، جزءًا من حكومة الحكم الذاتي الأولى لبويرتوريكو مباشرةً قبل الحرب.